# A 80-a ediție a Premiilor Globul de Aur
A 80-a ediție a Premiilor Globul de Aur a avut loc la 10 ianuarie 2023 la Hotelul Beverly Hilton din Beverly Hills, California și a fost transmisă în direct pe NBC în Statele Unite. S-au acordat premii pentru cele mai bune filme din 2022 și cele mai bune emisiuni americane de televiziune din 2022. Jerrod Carmichael a fost gazda ceremoniei. Ceremonia a fost organizată de Asociația Presei Străine de la Hollywood (HFPA).

## Câștigători și nominalizări

### Cinema
| Cel mai bun film | Cel mai bun film |
| Dramă | Muzical sau Comedie |
| --- | --- |
| - The Fabelmans - Avatar: The Way of Water - Elvis - Tár - Top Gun: Maverick | - The Banshees of Inisherin - Babylon - Everything Everywhere All at Once - Glass Onion: A Knives Out Mystery - Triangle of Sadness |
| Cea mai bună interpretare (dramă) | |
| Actor | Actriță |
| - Austin Butler – Elvis ca Elvis Presley - Brendan Fraser – The Whale ca Charlie - Hugh Jackman – The Son ca Peter Miller - Bill Nighy – Living ca Mr. Williams - Jeremy Pope – The Inspection ca Ellis French                                                                                    | - Cate Blanchett – Tár ca Lydia Tár - Olivia Colman – Empire of Light ca Hilary Small - Viola Davis – The Woman King ca General Nanisca - Ana de Armas – Blonde ca Norma Jeane Mortenson / Marilyn Monroe - Michelle Williams – The Fabelmans ca Mitzi Schildkraut-Fabelman |
| Cea mai bună interpretare (muzical/comedie) | |
| Actor | Actriță |
| - Colin Farrell – The Banshees of Inisherin ca Pádraic Súilleabháin - Diego Calva – Babylon ca Manny Torres - Daniel Craig – Glass Onion: A Knives Out Mystery ca Detective Benoit Blanc - Adam Driver – White Noise ca Jack Gladney - Ralph Fiennes – The Menu ca Chef Slowik                    | - Michelle Yeoh – Everything Everywhere All at Once ca Evelyn Quan Wang - Lesley Manville – Mrs. Harris Goes to Paris ca Ada Harris - Margot Robbie – Babylon ca Nellie LaRoy - Anya Taylor-Joy – The Menu ca Margot - Emma Thompson – Good Luck to You, Leo Grande ca Nancy Stokes / Susan Robinson                                                                                               |
| Cea mai bună interpretare în rol secundar | |
| Actor în rol secundar | Actriță în rol secundar |
| - Ke Huy Quan – Everything Everywhere All at Once ca Waymond Wang - Brendan Gleeson – The Banshees of Inisherin ca Colm Doherty - Barry Keoghan – The Banshees of Inisherin ca Dominic Kearney - Brad Pitt – Babylon ca Jack Conrad - Eddie Redmayne – The Good Nurse ca Charles "Charlie" Cullen | - Angela Bassett – Black Panther: Wakanda Forever ca Queen Ramonda - Kerry Condon – The Banshees of Inisherin ca Siobhán Súilleabháin - Jamie Lee Curtis – Everything Everywhere All at Once ca Deirdre Beaubeirdre - Dolly de Leon – Triangle of Sadness ca Abigail - Carey Mulligan – She Said ca Megan Twohey                                                                                   |
| Altele | |
| Cel mai bun regizor | Cel mai bun scenariu |
| - Steven Spielberg – The Fabelmans - James Cameron – Avatar: The Way of Water - Daniel Kwan and Daniel Scheinert – Everything Everywhere All at Once - Baz Luhrmann – Elvis - Martin McDonagh – The Banshees of Inisherin                                                                         | - Martin McDonagh – The Banshees of Inisherin - Todd Field – Tár - Daniel Kwan and Daniel Scheinert – Everything Everywhere All at Once - Sarah Polley – Women Talking - Steven Spielberg și Tony Kushner – The Fabelmans |
| Cea mai bună coloană sonoră | Cea mai bună melodie originală |
| - Justin Hurwitz – Babylon - Carter Burwell – The Banshees of Inisherin - Alexandre Desplat – Guillermo del Toro's Pinocchio - Hildur Guðnadóttir – Women Talking - John Williams – The Fabelmans                                                                                                 | - "Naatu Naatu" (M. M. Keeravani și Chandrabose) – RRR - "Carolina" (Taylor Swift) – Where the Crawdads Sing - "Ciao Papa" (Alexandre Desplat, Roeban Katz, și Guillermo del Toro) – Guillermo del Toro's Pinocchio - "Hold My Hand" (Lady Gaga, BloodPop și Benjamin Rice) – Top Gun: Maverick - "Lift Me Up" (Tems, Rihanna, Ryan Coogler, și Ludwig Göransson) – Black Panther: Wakanda Forever |
| Cel mai bun film de animație | Cel mai bun film străin |
| - Guillermo del Toro's Pinocchio - Inu-Oh - Marcel the Shell with Shoes On - Puss in Boots: The Last Wish - Turning Red | - Argentina, 1985 (Argentina) - All Quiet on the Western Front (Germany) - Close (Belgium) - Decision to Leave (South Korea) - RRR (India) |

### Filme cu mai multe nominalizări
| Nominalizări | Filme                             | Distribuitor                        |
| ------------ | --------------------------------- | ----------------------------------- |
| 8            | The Banshees of Inisherin         | Searchlight Pictures                |
| 6            | Everything Everywhere All at Once | A24                                 |
| 5            | Babylon                           | Paramount Pictures                  |
| 5            | The Fabelmans                     | Universal Pictures                  |
| 3            | Elvis                             | Warner Bros. Pictures               |
| 3            | Guillermo del Toro's Pinocchio    | Netflix                             |
| 3            | Tár                               | Focus Features                      |
| 2            | Avatar: The Way of Water          | Walt Disney Studios Motion Pictures |
| 2            | Black Panther: Wakanda Forever    | Walt Disney Studios Motion Pictures |
| 2            | Glass Onion: A Knives Out Mystery | Netflix                             |
| 2            | The Menu                          | Searchlight Pictures                |
| 2            | RRR                               | Variance Films                      |
| 2            | Top Gun: Maverick                 | Paramount Pictures                  |
| 2            | Triangle of Sadness               | Neon                                |
| 2            | Women Talking                     | Orion Pictures                      |

#### Filme cu mai multe premii
Următoarele filme au primit mai multe premii:
| Nr. premii | Film                              |
| ---------- | --------------------------------- |
| 3          | The Banshees of Inisherin         |
| 2          | Everything Everywhere All at Once |
| 2          | The Fabelmans                     |

### Televiziune
| Cel mai bun serial TV | Cel mai bun serial TV |
| Dramă | Muzical/comedie |
| --- | --- |
| - Casa Dragonului (HBO) - Better Call Saul (AMC) - The Crown (Netflix) - Ozark (Netflix) - Severance (Apple TV+) | - Școala Abbott (ABC) - The Bear (FX on Hulu) - Hacks (HBO Max) - Only Murders in the Building (Hulu) - Wednesday (Netflix) |
| Cel mai bun serial limitat sau de antologie sau film de televiziune | |
| - The White Lotus (HBO) - Black Bird (Apple TV+) - Dahmer – Monster: The Jeffrey Dahmer Story (Netflix) - The Dropout (Hulu) - Pam & Tommy (Hulu) | |
| Cea mai bună interpretare într-un serial TV – Dramă | |
| Actor | Actriță |
| - Kevin Costner – Yellowstone (Paramount Network) ca John Dutton - Jeff Bridges – The Old Man (FX) ca Dan Chase / Henry Dixon / Johnny Kohler - Diego Luna – Andor (Disney+) - Cassian Andor - Bob Odenkirk – Better Call Saul (AMC) ca Jimmy McGill / Saul Goodman / Gene Takavic - Adam Scott – Severance (Apple TV+) ca Mark Scout                  | - Zendaya – Euphoria (HBO) ca Rue Bennett - Emma D'Arcy – House of the Dragon (HBO) ca Princess Rhaenyra Targaryen - Laura Linney – Ozark (Netflix) ca Wendy Byrde - Imelda Staunton – The Crown (Netflix) ca Queen Elizabeth II - Hilary Swank – Alaska Daily (ABC) ca Eileen Fitzgerald                                                                                     |
| Cea mai bună interpretare într-un serial TV – Comedie/muzical | |
| Actor | Actriță |
| - Jeremy Allen White – The Bear (FX on Hulu) ca Carmen "Carmy" Berzatto - Donald Glover – Atlanta (FX) ca Earnest "Earn" Marks - Bill Hader – Barry (HBO) ca Barry Berkman / Barry Block - Steve Martin – Only Murders in the Building (Hulu) ca Charles-Haden Savage - Martin Short – Only Murders in the Building (Hulu) ca Oliver Putnam            | - Quinta Brunson – Abbott Elementary (ABC) ca Janine Teagues - Kaley Cuoco – The Flight Attendant (HBO Max) ca Cassandra "Cassie" Bowden - Selena Gomez – Only Murders in the Building (Hulu) ca Mabel Mora - Jenna Ortega – Wednesday (Netflix) ca Wednesday Addams - Jean Smart – Hacks (HBO Max) ca Deborah Vance                                                          |
| Cea mai bună interpretare într-un serial limitat sau de antologie sau film de televiziune | |
| Actor | Actriță |
| - Evan Peters – Dahmer – Monster: The Jeffrey Dahmer Story (Netflix) ca Jeffrey Dahmer - Taron Egerton – Black Bird (Apple TV+) ca James "Jimmy" Keane - Colin Firth – The Staircase (HBO Max) ca Michael Peterson - Andrew Garfield – Under the Banner of Heaven (FX on Hulu) ca Detectiv Jeb Pyre - Sebastian Stan – Pam & Tommy (Hulu) ca Tommy Lee | - Amanda Seyfried – The Dropout (Hulu) ca Elizabeth Holmes - Jessica Chastain – George & Tammy (Showtime) ca Tammy Wynette - Julia Garner – Inventing Anna (Netflix) ca Anna Sorokin / Anna Delvey - Lily James – Pam & Tommy (Hulu) ca Pamela Anderson - Julia Roberts – Gaslit (Starz) ca Martha Mitchell                                                                   |
| Cea mai bună interpretare în rol secundar într-o serie de televiziune | |
| Actor în rol secundar | Actriță în rol secundar |
| - Tyler James Williams – Abbott Elementary (ABC) ca Gregory Eddie - John Lithgow – The Old Man (FX) ca Harold Harper - Jonathan Pryce – The Crown (Netflix) ca Prince Philip, Duke of Edinburgh - John Turturro – Severance (Apple TV+) ca Irving Bailiff - Henry Winkler – Barry (HBO) ca Gene Cousineau                                              | - Julia Garner – Ozark (Netflix) ca Ruth Langmore - Elizabeth Debicki – The Crown (Netflix) ca Diana, Princess of Wales - Hannah Einbinder – Hacks (HBO Max) ca Ava Daniels - Janelle James – Abbott Elementary (ABC) ca Ava Coleman - Sheryl Lee Ralph – Abbott Elementary (ABC) ca Barbara Howard                                                                           |
| Cel mai bun rol secundar într-un serial limitat sau de antologie sau film de televiziune | |
| Actor în rol secundar | Actriță în rol secundar |
| - Paul Walter Hauser – Black Bird (Apple TV+) ca Larry Hall - F. Murray Abraham – The White Lotus (HBO) ca Bert Di Grasso - Domhnall Gleeson – The Patient (FX on Hulu) ca Sam Fortner - Richard Jenkins – Dahmer – Monster: The Jeffrey Dahmer Story (Netflix) ca Lionel Dahmer - Seth Rogen – Pam & Tommy (Hulu) ca Rand Gauthier                    | - Jennifer Coolidge – The White Lotus (HBO) ca Tanya McQuoid-Hunt - Claire Danes – Fleishman Is in Trouble (FX on Hulu) ca Rachel Flieshman - Daisy Edgar-Jones – Under the Banner of Heaven (FX on Hulu) ca Brenda Lafferty - Niecy Nash – Dahmer – Monster: The Jeffrey Dahmer Story (Netflix) ca Glenda Cleveland - Aubrey Plaza – The White Lotus (HBO) ca Harper Spiller |

#### Seriale TV cu mai multe nominalizări
| Nominalizări | Serial                                     | Distribuitor |
| ------------ | ------------------------------------------ | ------------ |
| 5            | Abbott Elementary                          | ABC          |
| 4            | The Crown                                  | Netflix      |
| 4            | Dahmer – Monster: The Jeffrey Dahmer Story | Netflix      |
| 4            | Only Murders in the Building               | Hulu         |
| 4            | Pam & Tommy                                | Hulu         |
| 4            | The White Lotus                            | HBO          |
| 3            | Black Bird                                 | Apple TV+    |
| 3            | Hacks                                      | HBO Max      |
| 3            | Ozark                                      | Netflix      |
| 3            | Severance                                  | Apple TV+    |
| 2            | Barry                                      | HBO          |
| 2            | The Bear                                   | FX on Hulu   |
| 2            | Better Call Saul                           | AMC          |
| 2            | The Dropout                                | Hulu         |
| 2            | Casa Dragonului                            | HBO          |
| 2            | The Old Man                                | FX           |
| 2            | Under the Banner of Heaven                 | Hulu         |
| 2            | Wednesday                                  | Netflix      |

#### Seriale cu mai multe premii
| Nr. premii | Serial            |
| ---------- | ----------------- |
| 3          | Abbott Elementary |
| 2          | The White Lotus   |